# Église paroissiale d'Heinola
L'église paroissiale d'Heinola  (finnois : Heinolan pitäjänkirkko) est une église luthérienne construite dans le quartier de Heinolan kirkonkylä à Heinola en Finlande.

## Description

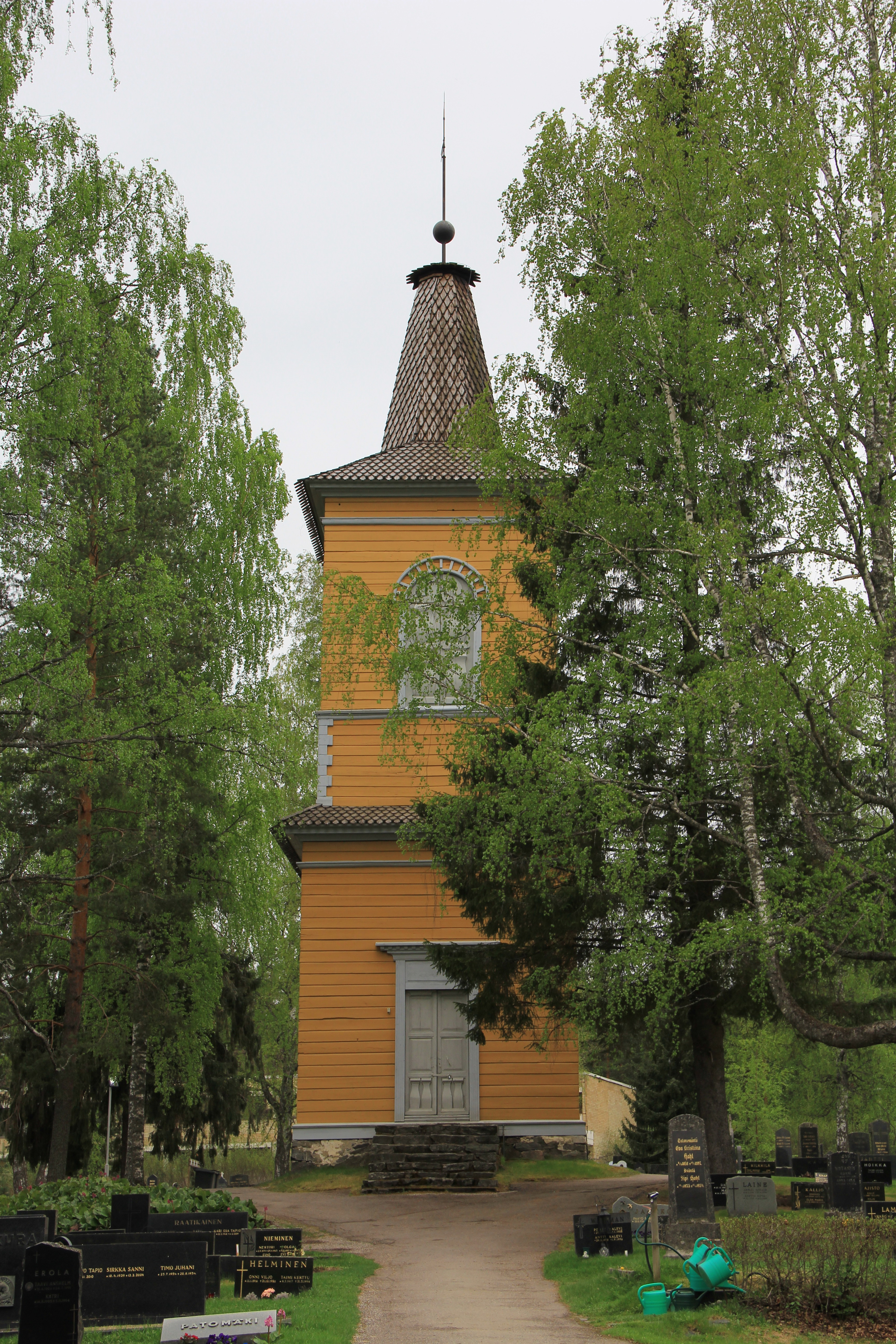
Le clocher.

L'église bâtie et 1755 est probablement construite par August Sorsa.
En 1933, des rénovations intérieures et extérieures très importantes sont faites par Kauno Kallio.
Carl Ludvig Engel a conçu le clocher de 28 mètres de hauteur construit en 1834 par Erkki Leppänen.
La toiture du clocher date de 1998.
Le retable représentant Jésus portant sa Croix est un cadeau de 1820, son peintre est probablement Lars Johan Källström.
Des deux côtés du chœur il y a un vitrail.